# 波格列比謝區

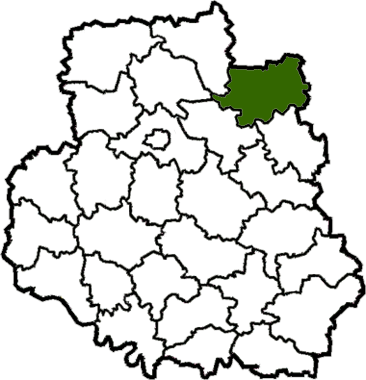
波格列比謝區在文尼察州的位置

波格列比謝區（烏克蘭語：Погребищенський район）是位於烏克蘭西南部文尼察州的舊區，行政中心設於波格列比謝，並於2020年被撤銷。該區面積1,200平方公里，2015年人口30,655，人口密度每平方公里25.55人。
该区在2020年乌克兰行政区划改革中撤销，其区域并入文尼察區。